# Drosselstraße

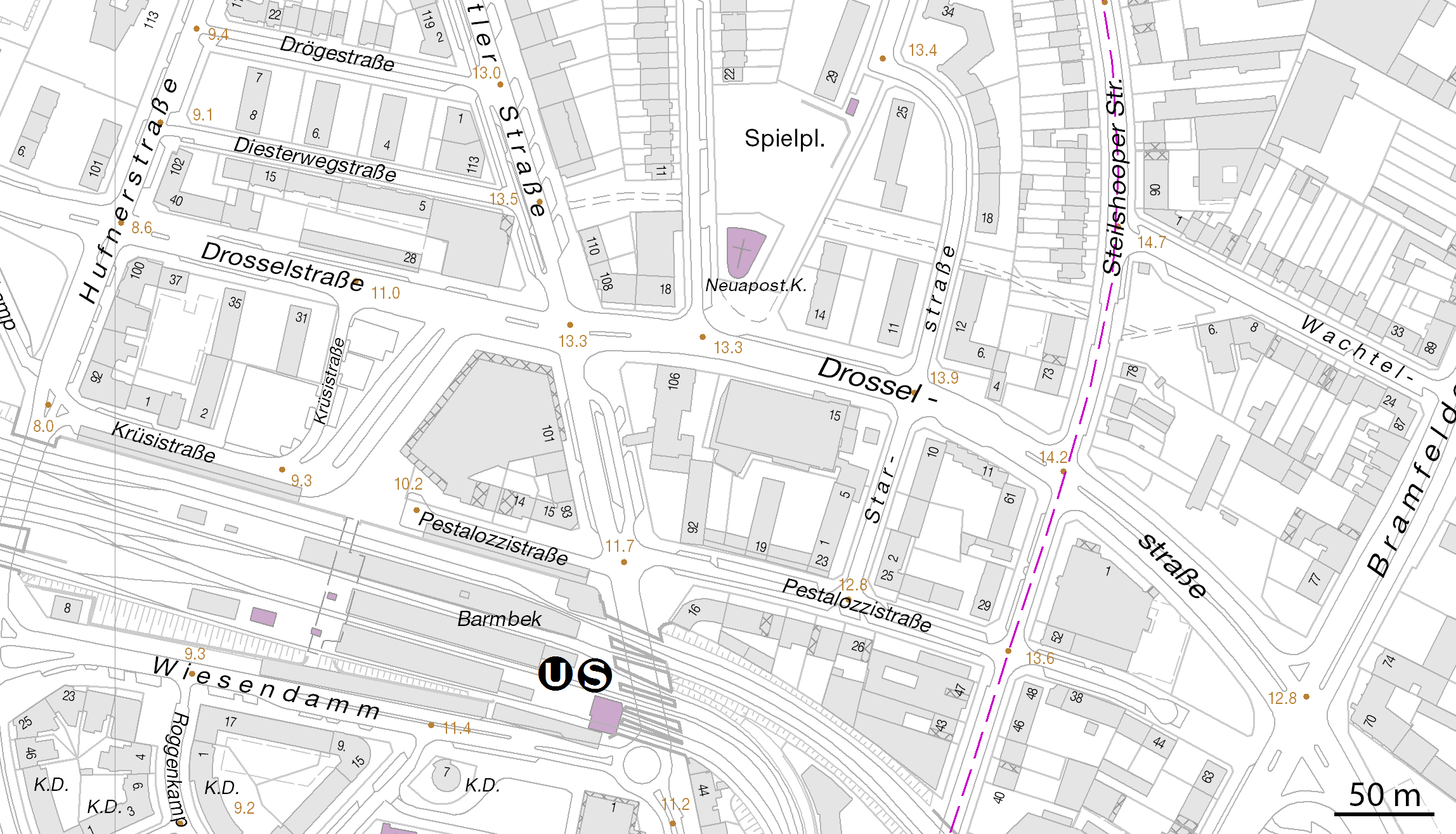
Karte des Verlaufs der Drosselstraße

Die Drosselstraße in Hamburg-Barmbek-Nord ist eine rund 660 Meter lange, durchgängig vierspurige Straße, die zum Hauptverkehrsstraßennetz von Hamburg zählt und den amtlichen Straßenschlüssel D204 besitzt.
Sie beginnt an der Bramfelder Straße auf einer Höhe von 12,8 Metern über NHN (Lage), verläuft nordwestlich bis zur Kreuzung mit der Steilshooper Straße, wo sie ihren höchsten Punkt mit 14,2 Metern erreicht und in einer langgestreckten Kurve eine eher westliche Richtung nimmt. Nachdem sie die Fuhlsbüttler Straße gekreuzt hat, senkt sie sich zur Hufnerstraße auf 8,6 Meter ab, wo sie in den Rübenkamp übergeht (Lage).
Ihren Namen hat die Drosselstraße seit 1899 und erinnert wie die vielen anderen Straßen in Barmbek-Nord, die nach Vögeln benannt sind, an den früher in dieser Gegend gelegenen Garten des Vogelliebhabers Gerhard Hinrich von Essen (1770–1833). Ursprünglich begann sie an der Steilshooper Straße und wurde erst in der Nachkriegszeit bis zur Bramfelder Straße verlängert.

## Infrastruktur und Nahverkehr

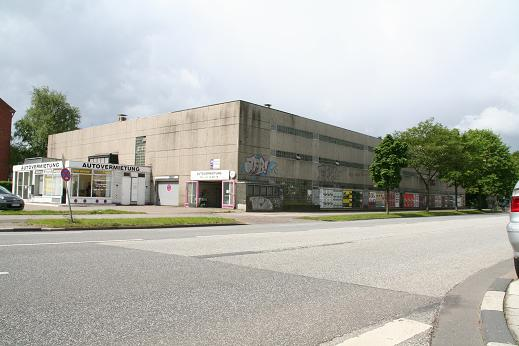
Ehemalige Mehrzweckanlage (2006)

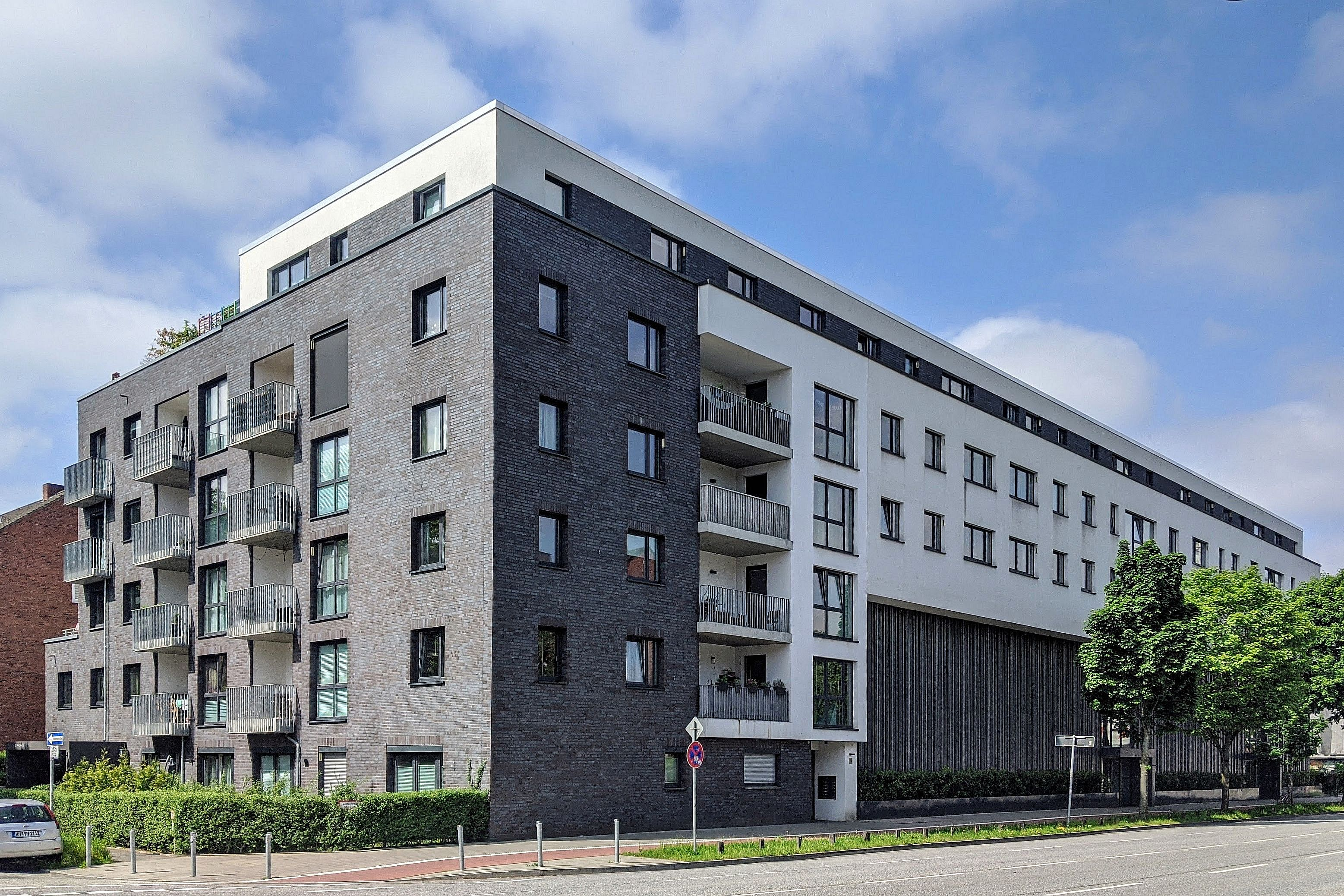
Mit Wohnungen überbaute Mehrzweckanlage (2020)

Die Drosselstraße wird von Nachkriegsbebauung dominiert. Hausnummer 15 ist ursprünglich eine 1971 erbaute Garage, die als Mehrzweckanlage (MZA) eine Bunkeranlage für rund 2000 Personen beinhaltete, wobei zwei Röhrenbunker aus dem Zweiten Weltkrieg integriert wurden. Nach Beendigung des baulichen Zivilschutzprogrammes wurde ein Wohngebäude über der Garage errichtet. An der Abzweigung der Schwalbenstraße liegt die Neuapostolische Kirche Barmbek von 1951/52.
Insbesondere für die bislang eher schwach genutzte Nordseite der Drosselstraße gibt es seit 2016 diverse Neubauplanungen, die in den kommenden Jahren realisiert werden sollen.
Besonders an der Kreuzung mit der Fuhlsbüttler Straße gibt es Einzelhandel, aber auch am östlichen Ende. Dazu ist etwas Gastronomie vorzufinden.
Bedingt durch den nahegelegenen Bahnhof Barmbek der U- und S-Bahn Hamburg sowie des dortigen Busbahnhofs verkehren die Metrobuslinien 18 und 23 in der Drosselstraße, es gibt jedoch keine Bushaltestelle direkt in der Straße.

## Nachweise
1. ↑  Statistikamt Nord: Straßen- und Gebietsverzeichnis der Freien und Hansestadt Hamburg
2. ↑  Horst Beckershaus: Die Hamburger Straßennamen – Woher sie kommen und was sie bedeuten, 6. Auflage, CEP Europäische Verlagsanstalt, Hamburg 2011, ISBN 978-3-86393-009-7
3. ↑  Durchführungsplan auf Grund des Aufbaugesetzes in der Fassung vom 12. April 1957, festgestellt vom Gesetz vom 1. Oktober 1957, abgerufen am 12. Juni 2016 (PDF-Datei; 5,1 MB)
4. ↑  MZA Drosselstraße auf www.unter-deutschland.de, abgerufen am 12. Juni 2016